# Sublegenda
Sublegenda foi um instituto da legislação eleitoral brasileira, que teve aplicação no país durante o regime militar, tendo sido revogado pela Lei nº 7.551, de 1986. O sistema de sublegendas foi introduzido pelo Ato Complementar nº 26, de 29 de Novembro de 1966 e regulamentado pela lei nº 5.453, de 14 de junho de 1968 (depois substituída pelo Decreto-Lei nº 1.541, de 1977).
Em 1965, os treze partidos então existentes foram extintos pelo Ato Institucional nº2, sendo substituídos por dois novos partidos, os únicos autorizados: um, de apoio ao governo (ARENA), e outro, de oposição (MDB). Uma consequência do bipartidarismo foi a ausência de afinidade ideológica dentro dos dois novos partidos, que englobavam alas bem divergentes e antigos adversários, pois construídos de forma artificial, segundo o mero interesse de seus membros em sobreviver politicamente na nova realidade constitucional, o que acontecia de forma mais aguda com a ARENA, uma vez que era situacionista e ligada mais diretamente ao sistema. A partir de 1977 foi permitido que cada um deles apresentasse mais de um candidato, nas eleições majoritárias. Ao final, somavam-se os votos dados às sublegendas, e a totalidade dos votos era atribuída ao candidato mais votado do partido. Ou seja, o eleito era o mais votado do partido mais votado.
De fato a regra beneficiava o partido do governo, ao impedir que o MDB se beneficiasse de eventuais divisões internas da Arena.
O partido governista, a ARENA havia sido formado basicamente pela fusão de dois partidos  - os extintos PSD e UDN. A introdução da sublegenda permitia a coexistência dos antigos udenistas e antigos membros do PSD dentro da ARENA, fortalecendo assim o partido do governo. Nas eleições majoritárias, a ARENA muitas vezes lançou mais de um candidato,  pelas sublegendas ARENA-1 e ARENA-2. Graças a esse expediente - inspirado na ley de lemas, que regia as eleições de alguns países, como o Uruguai -  mesmo que o partido da oposição (MDB) obtivesse individualmente mais votos, dificilmente conseguiria superar a soma de votos das sublegendas da ARENA. Em consequência, o partido governista quase sempre vencia as eleições para cargos majoritários.
No MDB - formado por ex-integrantes do PTB, mas também por antigos membros do PSD - o uso de sublegendas em eleições majoritárias, MDB-1 e MDB-2, apesar de existir, não foi significativo, embora houvessem, dentro do partido, grupos mais conservadores (que eventualmente acabavam por aderir ao governo, sendo por isso chamados de "adesistas", pelos adversários) e grupos mais à esquerda (chamados "autênticos").
O sistema não valia para as eleições proporcionais, mas somente para as eleições majoritárias, isto é, eleições de prefeitos (exceto das capitais dos estados) e senadores, pois, durante a vigência da ditadura, não houve eleição direta de Presidente da República, nem de governadores de Estados ou prefeitos de capitais.
Um político apoiador da sublegenda foi o deputado federal Raul Pilla, que militou pelo sistema no projeto da Constituição de 1946 e nos debates entorno do Código Eleitoral de 1950. Argumentava que haveria respeito à democracia ao dar voz às minorias, no caso, as correntes minoritárias dentro dos partidos, de modo que os dissídios internos não os fragmatassem, sendo preservada a integralidade partidária.